# ميتانديينون
ميتانديينون (بالإنجليزية: Methandrostenolone)‏ أو الاسم التجاري ديانابول هو دواء هرموني يعزز الابتناء، استخدم كمادة محسنة للأداء، غالبًا ما يتم تناوله عن طريق الفم.